# Ratpenat barbut de Gould
El ratpenat barbut de Gould (Chalinolobus neocaledonicus) és una espècie de ratpenat de la família dels vespertiliònids endèmic de l'arxipèlag de Nova Caledònia.